# Bulova

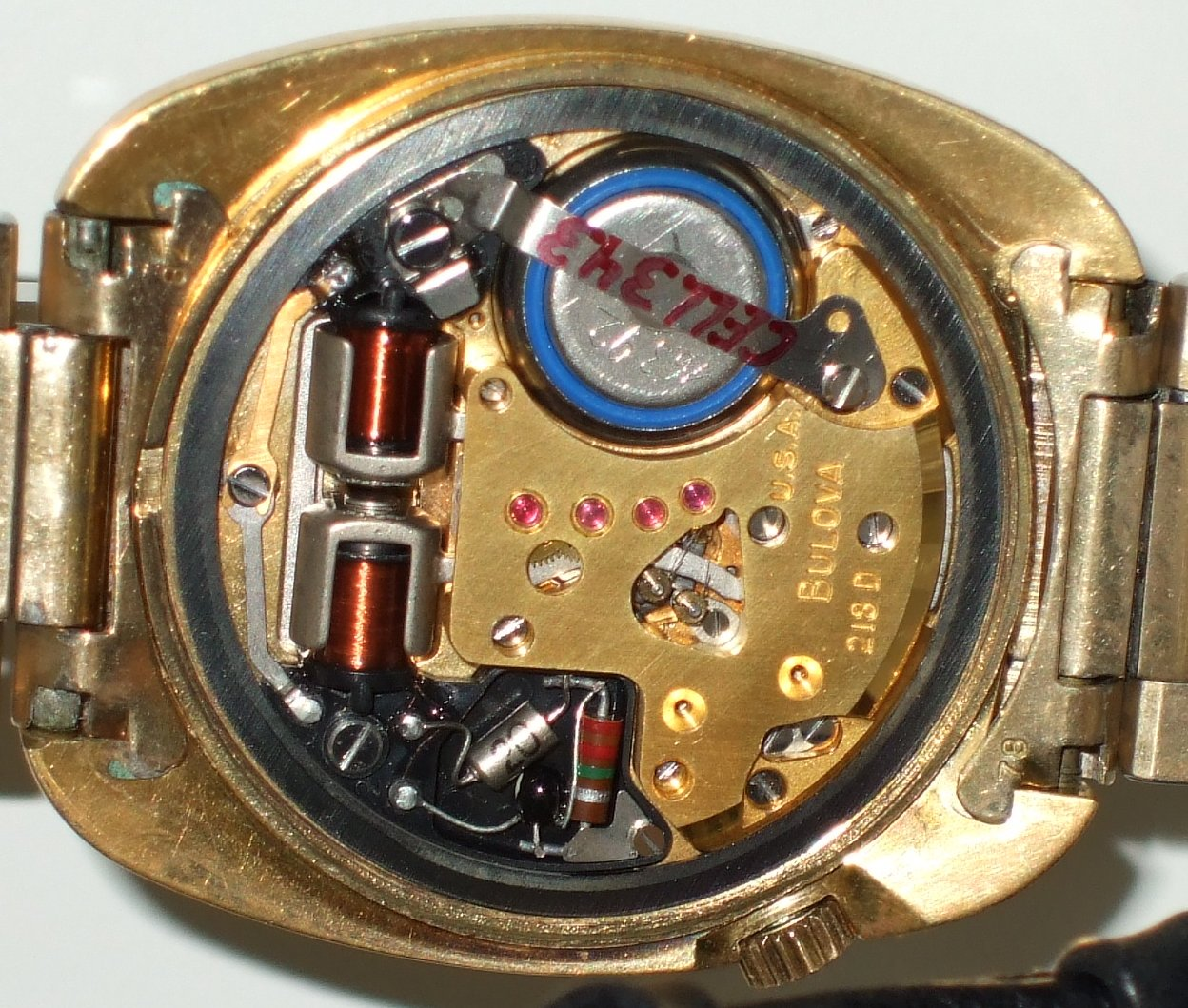
Het binnenste van een Bulova-horloge.

Bulova is een Amerikaans luxe horlogemerk.
In het jaar 1875 opende Joseph Bulova, een Boheemse immigrant, een kleine juwelierszaak aan de Maiden Lane in New York. In 1911 begon Bulova met het fabriceren van vestzakhorloges, tafel- en wandklokken. Gedurende de Eerste Wereldoorlog werden polshorloges aan de militairen beschikbaar gesteld omdat dat handiger leek. In 1928 heeft Bulova de eerste klokradio geproduceerd. Na 1950 heeft Bulova het eerste elektronische horloge, de Accutron, ontwikkeld.
In die jaren heeft de NASA aan Bulova gevraagd om de Accutron techniek te mogen toepassen bij de ruimtevaart. Hierdoor zijn timers en aanverwante technieken in gebruik geweest tijdens ruimtevluchten van 1958 (Vanguard) tot en met de eerste Maanlanding in 1969.
Tegenwoordig worden de Bulovahorloges in Zwitserland geproduceerd.